# Courchapoix
Courchapoix (hist. Gebsdorf) − miejscowość i gmina w Szwajcarii, w kantonie Jura, w okręgu Delémont. 

## Demografia
W Courchapoix mieszka 446 osób. W 2020 roku 5,6% populacji gminy stanowiły osoby urodzone poza Szwajcarią. 